# Agusta A129 Mangusta
O Agusta A129 Mangusta (em português:  Mangusto) é um helicóptero de ataque originalmente desenvolvido pela empresa Agusta. Ele se tornou um dos primeiros helicópteros avançados a ser produzidos na Europa.
|  |

Hoje a produção e desenvolvimento desta aeronave esta a cargo da AgustaWestland, a empresa sucessora da Agusta. O A129 entrou no serviço ativo no exército italiano na década de 1990 e desde então mais de 60 helicópteros deste tipo foram construídos. Ele também recebeu diversas atualizações ao longo dos anos.